# Modelo de reflexión de Phong

Vectores para el cálculo del sombreado Phong y Blinn-Phong

En gráficos 3D por ordenador, el modelo de reflexión de Phong es un modelo de iluminación y sombreado que asigna brillo a los puntos de una superficie modelada. Fue desarrollado por Bui Tuong Phong en su tesis de doctorado de la Universidad de Utah, titulada "Illumination for Computer Generated Pictures" (Iluminación para gráficos generados por ordenador) en 1973, al mismo tiempo que desarrolló un método de interpolación para calcular el brillo asignado a cada píxel en un modelo de superficie. Esta técnica de interpolación recibe el nombre de sombreado de Phong, incluso cuando se usa con un modelo de iluminación distinto del de Phong.

## Descripción
La reflexión de Phong es un modelo empírico de iluminación local. Describe la forma en que una superficie refleja la luz como una combinación de la reflexión difusa de las superficies rugosas con la reflexión especular de las superficies brillantes. Se basa en la observación informal de Phong de que las superficies brillantes tienen pequeños reflejos especulares intensos, mientras que las superficies opacas tienen grandes reflejos que se caen de forma más gradual. El modelo también incluye un término ambiental para dar cuenta de la pequeña cantidad de luz que se dispersa en toda la escena.

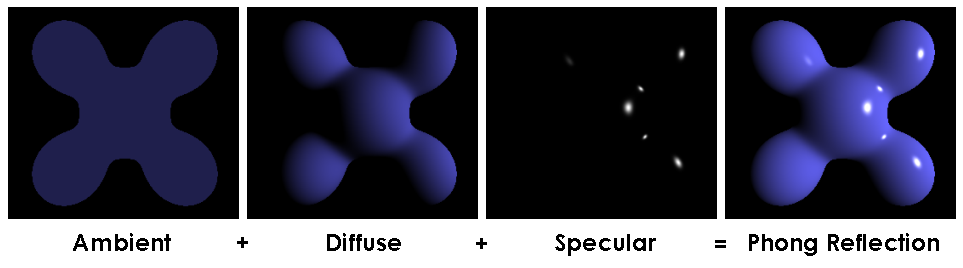
Ilustración visual de la ecuación de Phong: aquí la luz es blanca, los colores ambientales y difusos son azules, y el color especular es blanco, reflejando una pequeña parte de la luz que golpea la superficie, pero solo en resaltados muy estrechos. La intensidad del componente difuso varía con la dirección de la superficie, y el componente ambiental es uniforme (independiente de la dirección)

## Fórmula
El modelo clásico de Phong describe la reflexión de una superficie iluminada por una fuente de luz puntual como
{\displaystyle L_{o}=k_{a}I_{a}+k_{d}I_{l}(n\cdot l)+k_{s}I_{l}(n\cdot v)^{n}} 

## Historia
El modelo de reflexión Phong fue desarrollado por Bui Tuong Phong en la Universidad de Utah, quien lo publicó en su doctorado en 1975. Disertación. Se publicó conjuntamente con un método para interpolar el cálculo para cada píxel individual que se rasteriza a partir de un modelo de superficie poligonal; La técnica de interpolación se conoce como sombreado de Phong, incluso cuando se utiliza con un modelo de reflexión que no sea Phong. Los métodos de Phong fueron considerados radicales en el momento de su introducción, pero se han convertido desde entonces en el método de sombreado de referencia de facto para muchas aplicaciones de renderización. Los métodos de Phong han demostrado ser populares debido a su uso generalmente eficiente del tiempo de computación por píxel prestado.

## Aplicaciones
Como ya está implícito, el modelo de reflexión Phong se utiliza a menudo junto con sombreado Phong a las superficies de sombra en 3D software de gráficos por ordenador. Aparte de esto, también puede ser utilizado para otros fines. Por ejemplo, se ha utilizado para modelar la reflexión de la radiación térmica de las sondas Pioneer en un intento de explicar la anomalía de Pioneer.